# Orlovići
Orlovići ili Orlovčići su bili hrvatska plemićka obitelj.
Izvorno su se nalazili u Gornjem Pounju. Imali su gradove Čovku i Sokolac. Zbog turskih osvajanja Gornjeg Pounja u 16. st., bili su prisiljeni otići.
1562. hrvatski ban Petar II. Erdödy odobrava naseljavanje plemićima u Rakovu Potoku, Hrvatima te šumovitom mjestu Zdenčini, Erdődyjevu posjedu, gdje su bili močvarni hrastovi lugovi. Na taj su se način naselile hrvatske plemićke obitelji iz Bihaća.
Obitelj je dala poznatog senjskog kapetana Grgura Orlovčića, istaknutog sudionika bitke kod Mohača 1526. koji je zapovijedao pričuvnim krilom hrvatskih postrojba.